# カスタードクリーム
カスタードクリーム（英: pastry cream、仏: crème pâtissière）は、カスタードを用いたクリーム。

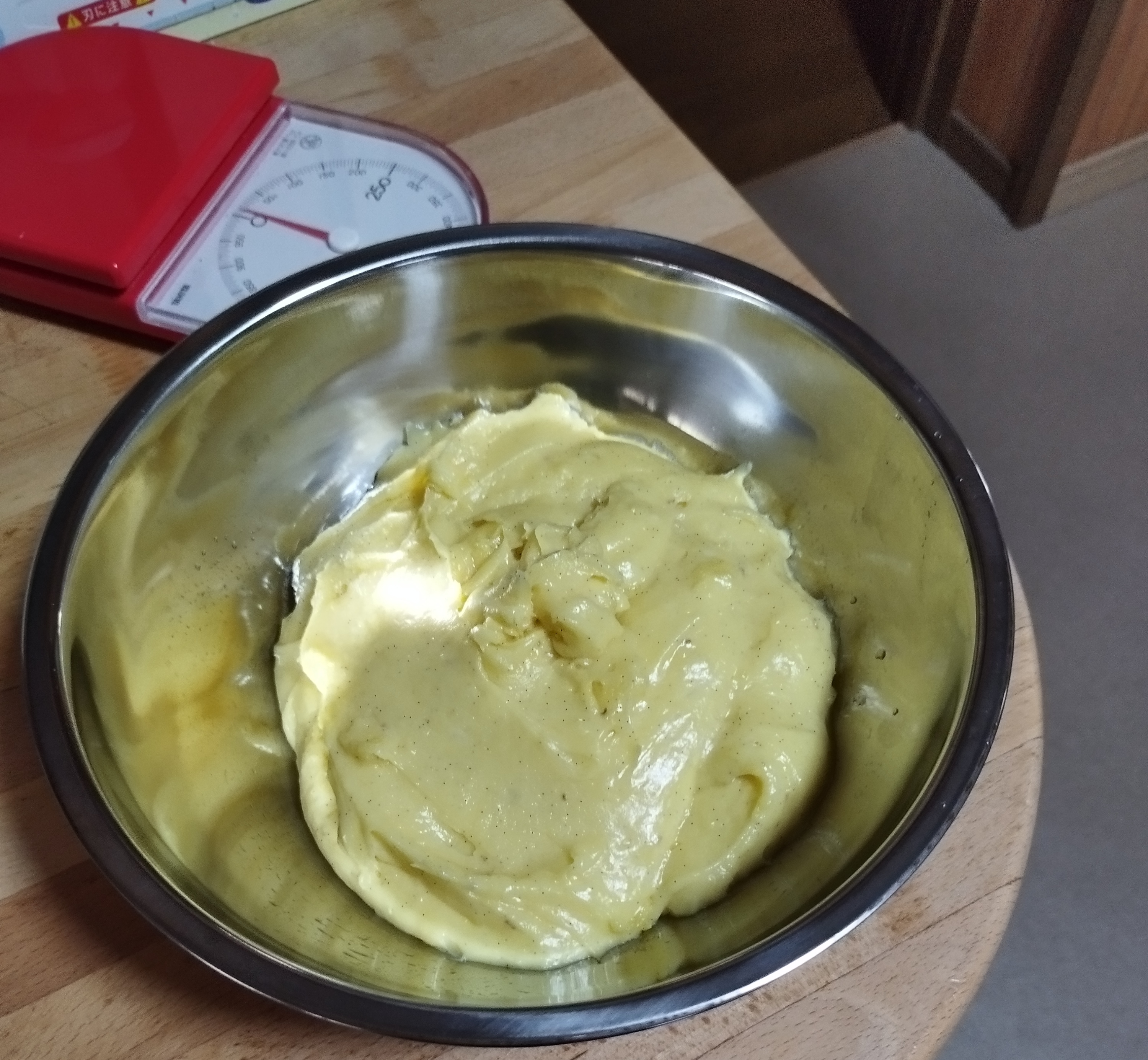
カスタードクリーム(pastry cream)

## 概要
おもに洋菓子に使われ、薄黄色でトロリとした甘いクリームである。
卵黄と砂糖をよく混ぜ、薄力粉（コーンスターチでもよい）を加え、温めた牛乳を少しずつ加えて伸ばしながら、トロみがつくまで加熱することによってできあがる。
ホイップクリームと異なり加熱しても変質しないうえ、安価ゆえによく使われる。しかし、水分が多いことから、日持ちはしない。このため、対策としてブランデーのような洋酒による味付けを兼ねたアルコール分の付加が行われることも多い。

## 利用例
- クリームパン
- シュークリーム
- エクレア
- ババロア
- ケーキ
- タルト
- 今川焼き
- たい焼き
- 饅頭(萩の月)

## バリエーション
クレーム・アングレーズ (crème anglaise)
牛乳、卵、砂糖を混合、加熱しとろみをつけたソース。アングレーズソース、カスタードソースとも呼ばれる。香料としてバニラが加えられることが多い。
クレーム・パティシエール (crème pâtissière)
クレーム・アングレーズにデンプン（薄力粉、コーンスターチなど）を加え、更にとろみをつけたもの。一般的にこれがカスタードクリームとされる。
クレーム・サントノーレ (crème saint-honoré)
カスタードにイタリアンメレンゲを混ぜ込んだもの。詳細はサントノーレを参照。
クレーム・シブースト (crème chiboust)
クレーム・サントノーレにゼラチンを加えてクリームを安定化したもの。詳細はシブーストを参照。
クレーム・ディプロマット (crème diplomate)
カスタードにホイップクリームを混ぜ込んだもの。コクと食感が向上するため、カスタードクリームの代わりにシュークリームに入れられることが多い。
クレーム・ムースリーヌ (crème mousseline)
クレーム・パティシエールにバターを混ぜ合わせたもの。
ザバイオーネ (Zabajone)
マルサラ酒やシェリー酒などで風味を付けたカスタードクリーム。